# Відбірковий турнір до чемпіонату Європи з футболу серед молодіжних команд 2011. Група 6
Група 6 у відбірковому турнірі, в якій брали участь молодіжні збірні таких країн, як Болгарія, Ізраїль, Казахстан, Чорногорія і Швеція.

## Турнірна таблиця
| Команда    | І | В | Н | П | ГЗ | ГП | РГ  | О  |
| ---------- | - | - | - | - | -- | -- | --- | -- |
| Швеція     | 8 | 6 | 1 | 1 | 15 | 5  | +10 | 19 |
| Ізраїль    | 8 | 5 | 1 | 2 | 18 | 8  | +10 | 16 |
| Чорногорія | 8 | 4 | 1 | 3 | 9  | 11 | -2  | 13 |
| Казахстан  | 8 | 1 | 2 | 5 | 7  | 17 | -10 | 5  |
| Болгарія   | 8 | 1 | 1 | 6 | 8  | 16 | -8  | 4  |

Кваліфікація
- Швеція забезпечила собі місце у плей-оф кваліфікації.
- Ізраїль ,Чорногорія і Казахстан вибули.
- Болгарія зайняла останнє місце у групі.

## Матчі
| 29 березня 2009 17:00 CET |

| Ізраїль         | 1:1        | Казахстан    |
| --------------- | ---------- | ------------ |
| Бар Бузагло 44' | Звіт матчу | Кенетаєв 62' |

| Кірьят-Еліазер, Хайфа Арбітр: Річард Лісвельд ( Нідерланди) |

| 2 квітня 2009 11:00 CET |

| Казахстан              | 2:0        | Болгарія |
| ---------------------- | ---------- | -------- |
| Ібраєв 70' Ербес 90+1' | Звіт матчу |          |

| Центральний, Алмати Арбітр: Томас Вейльгор ( Данія) |

| 7 червня 2009 14:00 CET |

| Казахстан | 0:2        | Чорногорія                |
| --------- | ---------- | ------------------------- |
|           | Звіт матчу | Йоветич 17' Лакичевич 48' |

| Центральний, Алмати Арбітр: Юнус Йілдірім ( Туреччина) |

| 10 червня 2009 17:00 CET |

| Болгарія                               | 3:4        | Ізраїль                               |
| -------------------------------------- | ---------- | ------------------------------------- |
| Балтанов 2' Цветанов 59' І. Іванов 76' | Звіт матчу | Жаїрі 6' Каял 28' Тамуз 53' Сахар 89' |

| Георгі Аспарухов, Софія Арбітр: Дімітріос Калопулос ( Греція) |

| 4 вересня 2009 17:00 CET |

| Болгарія                     | 3:0        | Казахстан |
| ---------------------------- | ---------- | --------- |
| Тонев 57' Балтанов 64' 90+4' | Звіт матчу |           |

| Градськи, Ловеч Арбітр: Стен Калдма ( Естонія) |

| 4 вересня 2009 20:00 CET |

| Чорногорія | 0:2        | Швеція                 |
| ---------- | ---------- | ---------------------- |
|            | Звіт матчу | Екдаль 84' Мехметі 89' |

| Градськи, Подгориця Арбітр: Алан Блек ( Північна Ірландія) |

| 9 вересня 2009 13:00 CET |

| Казахстан  | 1:2        | Ізраїль            |
| ---------- | ---------- | ------------------ |
| Даутов 58' | Звіт матчу | Начо 56' Тамуз 90' |

| Kazhimukan Munaytpasov, Астана Арбітр: Ігор Іщенко ( Україна) |

| 9 вересня 2009 20:45 CET |

| Швеція                  | 2:1        | Болгарія  |
| ----------------------- | ---------- | --------- |
| Ольссон 31' Байрамі 53' | Звіт матчу | Генев 34' |

| Vångavallen, Треллеборг Арбітр: Люк Ваутерс ( Бельгія) |

| 10 листопада 2009 17:00 CET |

| Болгарія            | 1:1        | Чорногорія   |
| ------------------- | ---------- | ------------ |
| Балтанов 68 (пен.)' | Звіт матчу | Джурович 77' |

| Градськи, Ловеч Арбітр: Юан Норріс ( Шотландія) |

| 11 листопада 2009 11:00 CET |

| Казахстан   | 1:1        | Швеція       |
| ----------- | ---------- | ------------ |
| Шабалін 51' | Звіт матчу | Альмебек 88' |

| Kazhimukan Munaytpasov, Астана Арбітр: Бошко Йованетич ( Сербія) |

| 14 листопада 2009 15:00 CET |

| Чорногорія                              | 3:1        | Казахстан       |
| --------------------------------------- | ---------- | --------------- |
| Адрович 10' Джурович 42' Н. Николич 81' | Звіт матчу | Абдукарімов 83' |

| Градськи, Нікшич Арбітр: Арарат Тшагарян ( Вірменія) |

| 14 листопада 2009 13:00 CET |

| Чорногорія    | 1:0        | Ізраїль |
| ------------- | ---------- | ------- |
| С. Николич 5' | Звіт матчу |         |

| Градськи, Подгориця Арбітр: Андреа Де Марко ( Італія) |

| 15 листопада 2009 16:00 CET |

| Швеція                                | 5:1        | Казахстан |
| ------------------------------------- | ---------- | --------- |
| Фейзуллаху 32' 50' 56' 67' Екдаль 60' | Звіт матчу | Шомко 89' |

| Malmö New Stadium, Мальме Арбітр: Паулюс Малжинскас ( Литва) |

| 18 листопада 2009 18:00 CET |

| Ізраїль                    | 4:0        | Болгарія |
| -------------------------- | ---------- | -------- |
| Сахар 7' 24' 57' Веред 32' | Звіт матчу |          |

| Рамат-Ган, Рамат-Ґан Арбітр: Фріц Штухлік ( Австрія) |

| 3 березня 2010 17:00 CET |

| Чорногорія                  | 2:0        | Болгарія |
| --------------------------- | ---------- | -------- |
| Джурович 24' Д. Божович 89' | Звіт матчу |          |

| Градськи, Подгориця Арбітр: Маттіас Гестраніус ( Фінляндія) |

| 4 червня 2010 16:05 CET |

| Ізраїль | 0:1        | Швеція    |
| ------- | ---------- | --------- |
|         | Звіт матчу | Авдич 58' |

| Ness Ziona, Ness Ziona Арбітр: Бабак Рафаті ( Німеччина) |

| 8 червня 2010 19:15 CET |

| Швеція                      | 2:0        | Чорногорія |
| --------------------------- | ---------- | ---------- |
| Авдич 33 (пен.)' Юнссон 89' | Звіт матчу |            |

| Örjans vall, Хальмстад Арбітр: Стефан Штудер ( Швейцарія) |

| 3 вересня 2010 17:30 CET |

| Швеція      | 1:2        | Ізраїль            |
| ----------- | ---------- | ------------------ |
| Мехметі 77' | Звіт матчу | Начо 38' Веред 64' |

| Гамла Уллеві, Гетеборг Арбітр: Юан Норріс ( Шотландія) |

| 7 вересня 2010 17:00 CET |

| Ізраїль                                          | 5:0        | Чорногорія |
| ------------------------------------------------ | ---------- | ---------- |
| Начо 2' 77' Бар Бузагло 27 (пен.)' 57' Чокол 86' | Звіт матчу |            |

| Хаберфельд, Рішон Ле-Ціон Арбітр: Ефонг Нзоло ( Бельгія) |

| 7 вересня 2010 17:00 CET |

| Болгарія | 0:1        | Швеція    |
| -------- | ---------- | --------- |
|          | Звіт матчу | Хамад 90' |

| Градськи, Ловеч Арбітр: Давид П'ясецький ( Польща) |

## Бомбардири
Станом на 7 вересня було забито 58 голів за 20 матчів, в середньому 2,85 голів за гру.
| Поз. | Гравець          | Країна     | Голи |
| ---- | ---------------- | ---------- | ---- |
| 1    | Ертон Фейзуллаху | Швеція     | 4    |
| 1    | Бен Сахар        | Ізраїль    | 4    |
| 1    | Бебарс Начо      | Ізраїль    | 4    |
| 1    | Лачезар Балтанов | Болгарія   | 4    |
| 2    | Маор Бар Бузагло | Ізраїль    | 3    |
| 2    | Марко Джурович   | Чорногорія | 3    |
| 3    | Агон Мехметі     | Швеція     | 2    |
| 3    | Тото Тамуз       | Ізраїль    | 2    |
| 3    | Тото Тамуз       | Швеція     | 2    |
| 3    | Альбін Екдаль    | Швеція     | 2    |